# Вентура+

Гравці ФК «Вентура+» (2009)

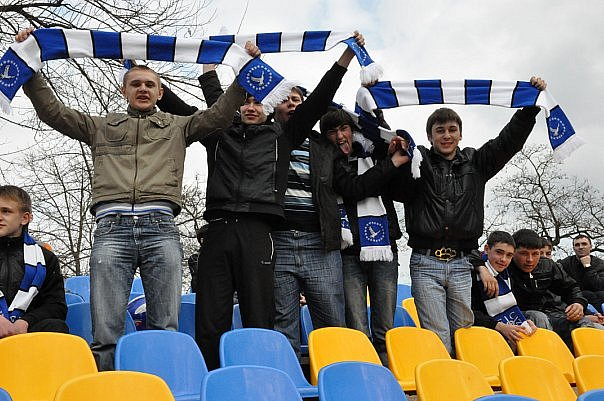
Уболівальники ФК «Вентура+» на місцевому стадіоні

ФК «Венту́ра+» — колишній український аматорський футбольний клуб з міста Новомиргорода Кіровоградської області. Виступав у чемпіонаті Кіровоградської області.
Головний тренер — Володимир Краузе. Тренери — Віктор Туз, Олександр Дарієнко.
Футбольний клуб міста існував у різні роки під назвами «Колос», «Кооператор», «Сігма».

## Склад команди
Склад команди станом на 21 серпня 2012 року:
| №  | Футболіст            | Країна  |
| -- | -------------------- | ------- |
| 1  | Віктор Горячко       | Україна |
| 2  | Олександр Тітов      | Україна |
| 3  | Олександр Бестаченко | Україна |
| 4  | Станіслав Бойко      | Україна |
| 7  | Олег Яровенко        | Україна |
| 8  | Дмитро Купріянов     | Україна |
| 9  | Костянтин Буравченко | Україна |
| 10 | Олександр Ісаєв      | Україна |
| 11 | Віталій Деркач       | Україна |
| 12 | Максим Гедерім       | Україна |
| 13 | Олег Цуцол           | Україна |
| 17 | Володимир Яровенко   | Україна |
| 31 | Дмитро Лотоцький     | Україна |
| 77 | Антон Румянцев       | Україна |
|    | Дмитро Дерев'янко    | Україна |
|    | Сергій Петренко      | Україна |

## Досягнення

### Досягнення в 1990-ті
- Чемпіон Кіровоградської області — 1994/95 («Кооператор»)
- Бронзовий призер чемпіонату Кіровоградської області — 1993/94 («Кооператор»)

### Чемпіонат Кіровоградської області 2010
Місце ФК «Вентура+» в турнірній таблиці за результатами першого кола Чемпіонату Кіровоградської області-2010 (Друга група. Захід.):
| Місце | Команда                      | І | В | Н | П | Мз | Мп | Р   | О  |
| ----- | ---------------------------- | - | - | - | - | -- | -- | --- | -- |
| 1     | ФК «Вентура+» (Новомиргород) | 6 | 6 | 0 | 0 | 20 | 5  | +15 | 18 |
| 2     | «Зоря» (Гайворон)            | 6 | 5 | 0 | 1 | 21 | 6  | +15 | 15 |
| 3     | «Тясмин» (Олександрівка)     | 6 | 2 | 2 | 2 | 10 | 15 | −5  | 8  |
| 4     | «Арсенал» (Новоархангельськ) | 6 | 1 | 2 | 3 | 5  | 10 | −5  | 5  |
| 5     | ФК «Компаніївка»             | 6 | 1 | 2 | 3 | 9  | 16 | −7  | 5  |
| 6     | «Шахтар» (Смоліне)           | 6 | 1 | 1 | 4 | 9  | 16 | −7  | 4  |
| 7     | «Вись» (Мала Виска)          | 6 | 0 | 3 | 3 | 5  | 11 | −6  | 3  |

За результатами обох кіл Чемпіонату Кіровоградської області-2010, Вентура+ стала чемпіоном області у другій групі, здобувши у фіналі перемогу над командою «Сатурн» з Олександрії.
- Найбільша перемога: 7:0 («Тясмин» (Олександрівка), 5 тур чемпіонату 13 червня 2010 року)
- Найбільша поразка: 5:1 («Олімпік» (Кіровоград), товариська зустріч 25 червня 2010 року)

### Першість області серед дитячо-юнацьких команд 2009—2010
Місце молодіжної команди «Вентура+» в підсумковій турнірній таблиці першості Кіровоградської області з футболу серед дитячо-юнацьких команд сезону 2009—2010 (Друга група, U-1995-1996 р.н.):
| Місце | Команда                               | І  | В  | Н | П  | Мз | Мп | Р   | О  |
| ----- | ------------------------------------- | -- | -- | - | -- | -- | -- | --- | -- |
| 1     | «Вентура+» (Новомиргород)             | 16 | 13 | 1 | 2  | 30 | 10 | +20 | 40 |
| 2     | «Колос-Водник» (Кіровоград)           | 16 | 11 | 1 | 4  | 43 | 13 | +30 | 34 |
| 3     | ДЮСШ «Долинська»                      | 16 | 11 | 1 | 4  | 25 | 11 | +14 | 34 |
| 4     | ДЮСШ «Зірочка» (Кіровоград)           | 16 | 11 | 1 | 4  | 39 | 25 | +14 | 34 |
| 5     | ДЮСШ «Новоукраїнка»                   | 16 | 11 | 0 | 5  | 32 | 19 | +13 | 33 |
| 6     | ДЮСШ «Колос» (Новоархангельськ)       | 16 | 4  | 2 | 10 | 25 | 44 | −19 | 14 |
| 7     | ДЮСШ «Чемпіон» (Бобринець)            | 16 | 4  | 1 | 11 | 15 | 29 | −14 | 13 |
| 8     | ДЮСШ «Колос» (Олександрійський район) | 16 | 2  | 1 | 13 | 15 | 36 | −21 | 7  |
| 9     | «Тясмин» (Олександрівка)              | 16 | 1  | 0 | 15 | 4  | 41 | −37 | 3  |